# Universidad de Concepción

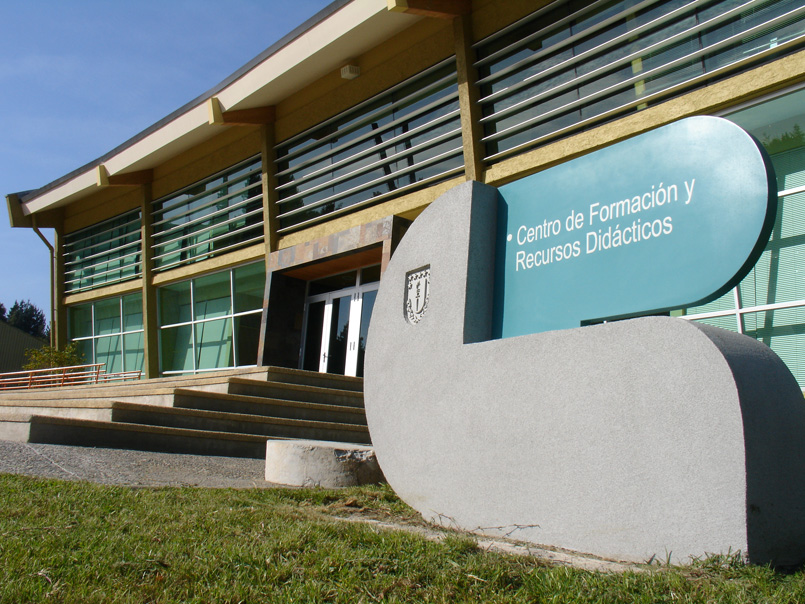
Centro de Formación de Recursos Didácticos (CFRD).

La Universidad de Concepción, también conocida por su acrónimo UdeC, es una universidad privada tradicional chilena, obra de la comunidad penquista, una de las de mayor tradición y prestigio de su país, considerada compleja por su extensión investigativa en las diversas áreas del conocimiento. Fue fundada el 14 de mayo de 1919. Es la tercera universidad más antigua de Chile y una de las 30 universidades pertenecientes al Consejo de Rectores de las Universidades Chilenas.
Su sede central se ubica en la ciudad de Concepción, y cuenta además con otros 2 campus en las ciudades de Chillán en la Región de Ñuble y  en Los Ángeles, Región del Biobío. También tiene presencia en la capital de Chile con su Unidad Santiago en la comuna de Providencia. En una encuesta ciudadana realizada en 2012, ha sido escogida como el símbolo que más identifica a los penquistas.
Fue la primera universidad creada en la zona sur del país, además de ser la primera en constituirse como corporación de derecho privado y pertenecer a la Red Universitaria Cruz del Sur; también pertenece a la Red Universitaria G9. La Universidad de Concepción tuvo también un rol pionero en el movimiento de reforma de las universidades chilenas que aconteció a fines de la década de 1960 del siglo XX. Fue la primera universidad chilena que aprobó la Reforma Universitaria en aquel período (1968), entregando una mayor participación a los estudiantes en la gestión universitaria.
Impulsor principal en la fundación de la universidad fue el educador y abogado chileno Enrique Molina Garmendia, quien buscó crear la primera universidad laica de Chile. Como parte de su línea educacional, la Universidad de Concepción dedica gran parte de su presupuesto a la investigación académica. Posee en sus instalaciones el museo de arte chileno más completo del país, varios centros deportivos y una red de 11 bibliotecas, ocupando la principal de ellas una superficie de 10 000 m² con un total de 100 000 volúmenes.
En 2012 el total de alumnos titulados de esta casa de estudios ascendía a 57 000. Además, imparte clases a 23 700 alumnos, 2166 de ellos de carreras de postgrado. El 72 % de sus profesores poseen doctorados o maestrías y su infraestructura, con 243 556 m² construidos, es una de los más grandes de Chile.
Actualmente se encuentra acreditada por la Comisión Nacional de Acreditación (CNA-Chile) por un período de 7 años (de un máximo de 7), desde noviembre de 2023 hasta noviembre de 2030.Figura en la posición 3 dentro de las universidades chilenas según la clasificación webométrica SCImago Institutions Rankings (SIR) 2024.Está en la posición 3 según el ranking de Webometrics 2024. Es una de las cuatro universidades chilenas que figuran en el Ranking Académico de las Universidades del Mundo (ARWU o Shanghái), adjudicándose el lugar 3-4.Está en la posición 5 a nivel nacional en el QS Rankings 2024.Está en la posición 6-16 a nivel nacional en el ranking Times Higher Education 2024.
Su campus de Concepción fue declarado Patrimonio Nacional en 2016 por el Consejo de Monumentos Nacionales de Chile; lo que la convierte en la primera y hasta ahora la única universidad en Chile en poseer este reconocimiento, debido al diseño y estilo arquitectónico de su entorno que se ha implementado en sus edificios y ambiente a nivel del campus desde su fundación; la proclamación le otorga a la universidad protección y conservación especial al campus y su espacio por parte del estado; por lo tanto, cualquier intervención al mismo tiene que ser informada al Consejo de Monumentos, a la vez que cualquier daño y tipo de vandalismo que ponga en riesgo la integridad y seguridad del campus va a ser seriamente penada de acuerdo a la ley que regula y ampara a los Monumentos Nacionales, al igual que la pronta construcción del primer y único Parque Científico Tecnológico Bío Bío (PACYT) de todo Chile ubicado en la región del Biobío, en las cercanías del campus de la UdeC, la que al mismo tiempo va a estar a cargo de la administración, organización, y proyección de nuevas ideas con miras hacia el futuro del mismo junto con el Gobierno de Chile; esta iniciativa se va a proyectar como un espacio productivo del futuro y polo relevante del desarrollo del país, el lugar donde se albergará todo el potencial creativo, se generará conocimiento e innovaciones de alto impacto.
Actualmente, la Universidad de Concepción cuenta con un total de 5369 empleados distribuidos en distintos puestos de trabajo.

## Investigación

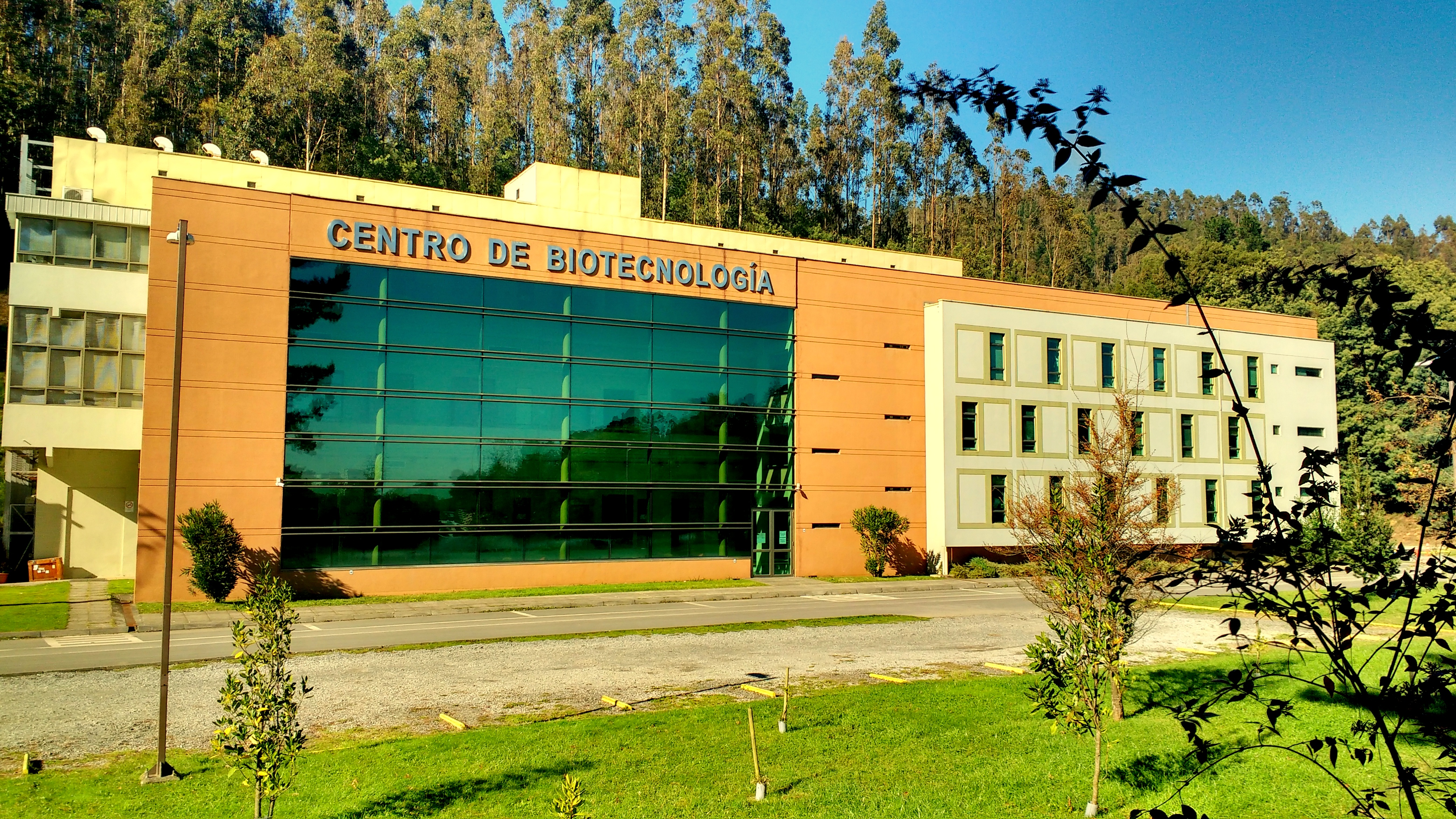
Centro de Biotecnología en la Universidad de Concepción.

## Actividades

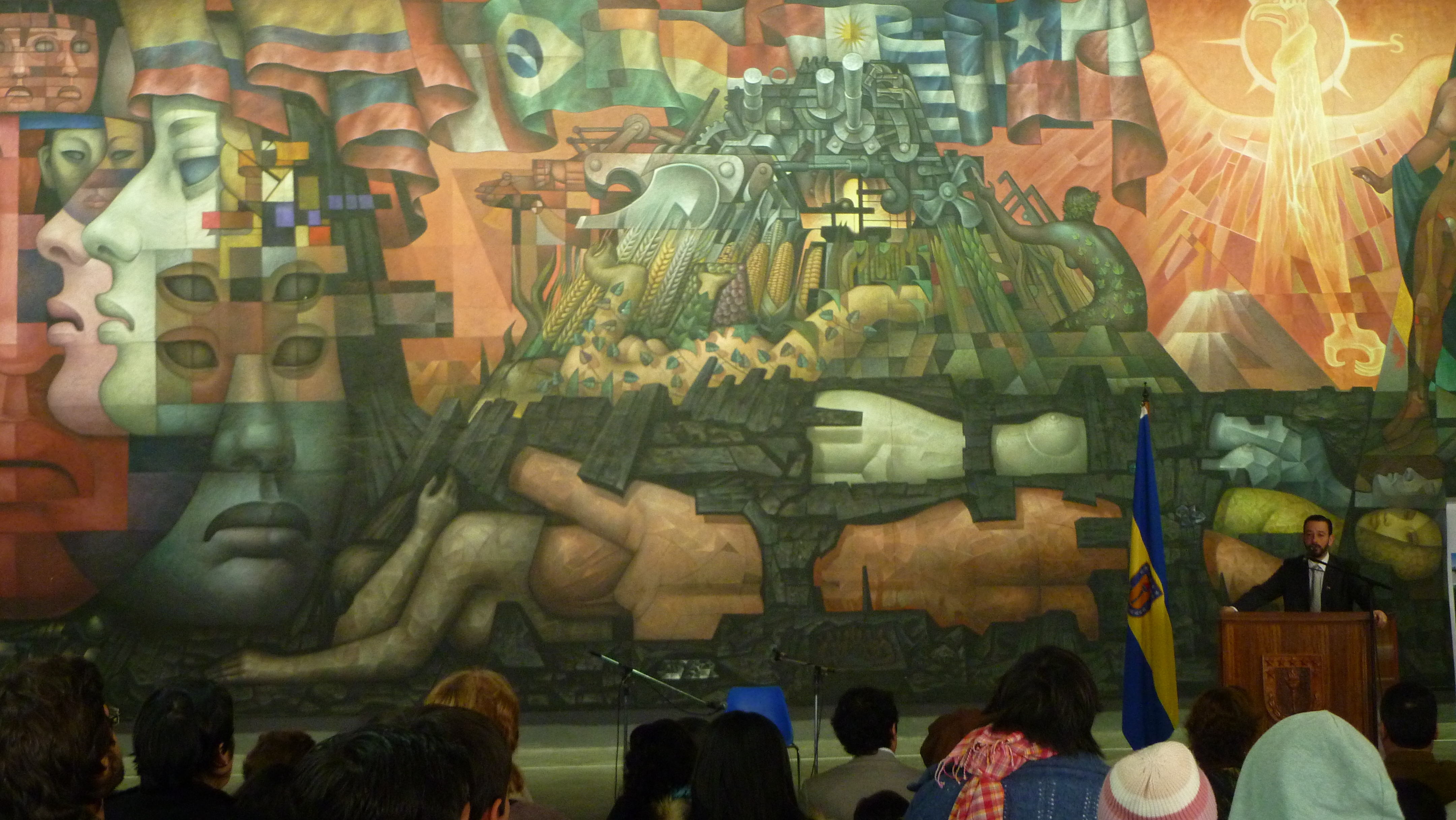
Vista del mural Presencia de América Latina, ubicada en la Casa del Arte.

## Historia
A fines del siglo XIX y comienzos del siglo XX, varios intelectuales penquistas, entre ellos los rectores del Liceo de Concepción, comenzaron a abogar por la construcción de una casa de estudios que permitiese estudiar carreras profesionales fuera de la capital, iniciándose la formación de un comité pro-universidad.

### Formación del comité

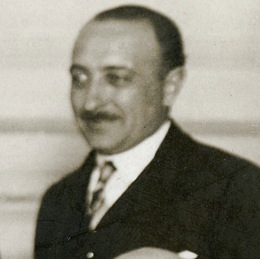
Virginio Gómez González, uno de los precursores de la Universidad de Concepción.

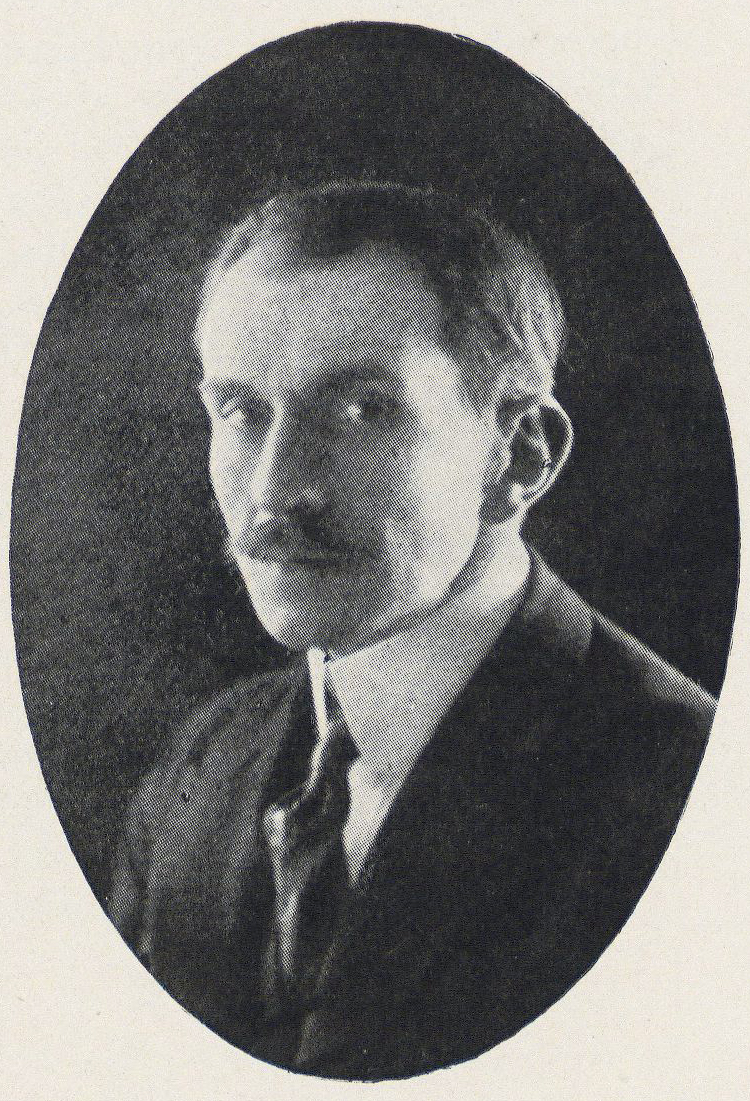
Enrique Molina Garmendia, cofundador y primer rector de la Universidad.

El 23 de marzo de 1917 se realizó la primera reunión oficial en beneficio de dos iniciativas: la construcción de un Hospital Clínico y de una universidad para la ciudad. Se pensaba que los dos proyectos tenían que trabajarse juntos, básicamente porque el hospital tendría que transformarse en la base de la Escuela de Medicina de la universidad.
En 1917 las logias masónicas 2 y 13 constituyeron el comité pro Universidad y pro Hospital, destacando que en el impulso inicial de la casa de estudios estuvieron Enrique Molina Garmendia, Edmundo Larenas Guzmán y dos hombres de las filas de Paz y Concordia: Pedro Nolasco, el precursor, y Virginio Gómez, su fundador.
La comisión quedó conformada por 33 personalidades del acontecer penquista.
Tras la reunión, el comité pro-universidad decidió nombrar una mesa directiva que encabezaría el movimiento. La directiva quedó compuesta por 17 personas. Enrique Molina Garmendia quedaría como presidente, Virginio Gómez y Esteban Iturra como vicepresidentes, y Edmundo Larenas como uno de los 10 directores. En memoria de estos personajes, actualmente existen edificios y calles con sus nombres en la ciudad Concepción.
Mientras esto sucedía, Enrique Molina, volvía de un viaje desde Santiago. Expuso su sorpresa de haber encontrado «un espíritu público que se manifestaba en forma espléndida en favor de un proyecto que él ya había tratado con el Presidente de la República, pero que éste lo estimaba viable para algunos años más, considerando las dificultades de carácter económico que por aquel momento hacían imposible su realización».

### Fundación
La comisión entonces empezó a trabajar para redactar las leyes que se presentarían al congreso para la fundación de la universidad.
Estas normativas fueron presentadas y aprobadas, por lo que el 17 de mayo de 1919 el rector del Liceo de Concepción (actual Liceo Enrique Molina) Enrique Molina Garmendia fundó la universidad, transformándose así en su primer rector y en su gran impulsor.[cita requerida] La universidad comenzó a funcionar con 123 alumnos, pertenecientes a las escuelas de Dentística, Farmacia, Química Industrial y Pedagogía en inglés, la que más tarde se convertiría en la Facultad de Educación.

### Desarrollo de la Ciudad Universitaria
En 1931, la Universidad de Concepción pidió al urbanista austriaco Karl Brunner una planificación para el desarrollo del campus central de la Universidad, idea iniciada por Enrique Molina Garmendia. El proyecto de Brunner contempló trabajos que deberían extenderse hasta al menos 1956. en 1944 se inauguraron la Casa del Deporte y el Campanil, siendo construida por el arquitecto Enrique San Martín Sepúlveda, tal y como aparece reseñado en la placa de la entrada.
Más tarde, el arquitecto Emilio Duhart proseguiría la tarea de Brunner, estableciendo un nuevo plan urbanístico desde 1957. En el lugar donde se encuentra la Casa del Deporte, Duhart tenía contemplada la construcción de un foro techado, que finalmente no llegó a realizarse.

### Creación del campus Chillán
El campus Chillán fue fundado en noviembre de 1954 junto con la carrera de Agronomía, a partir del programa internacional Plan Chillán, con el apoyo del Ministerio de Agricultura y el Instituto de Asuntos Interamericanos de Estados Unidos. Este programa tenía la misión de desarrollar las Ciencias Agropecuarias con un grupo de profesionales del agro con entrenamiento de postgrado en universidades de Estados Unidos y Europa. Lo anterior, sumado al aporte en laboratorios, equipos, biblioteca especializada e instalaciones técnicas, permitió que el campus en aquellos años asumiera el liderazgo en esta especialidad a nivel nacional.
Su desarrollo, hizo necesaria la creación de otras carreras universitarias afines a las actividades agropecuarias y forestales, naciendo así Medicina Veterinaria en 1973, Ingeniería Forestal en 1977 (actualmente en campus Concepción) e Ingeniería Civil Agrícola en 1988.

### Creación del campus Los Ángeles
El campus Los Ángeles nació en 1962, a petición de la comunidad provincial de Biobío al rector de ese entonces don David Stitchkin Branover y los aportes logrados del Estado por parte del Diputado Manuel Rioseco Vásquez, y al año siguiente se abrió la carrera de topografía.

### Creación de la Unidad Santiago
El 1 de agosto de 2019 y en el marco de las distintas celebraciones destinadas a homenajear el centenario de la universidad, comenzó el funcionamiento de la Unidad Santiago en la capital del país, específicamente en la comuna de Providencia, que posteriormente fue inaugurada oficialmente el 22 de agosto del mismo año. Su propósito, es entre otros, la de generar oportunidades para avanzar en la generación y transmisión de conocimiento que se produce en la universidad, la posibilidad de acercarse a los gremios y permitir que los exalumnos puedan canalizar sus intereses, tanto de organización como de formación. También la de presentar ofertas novedosas en programas de posgrado y diplomados.

### Actualidad
La universidad se sustenta gracias a distintas empresas pertenecientes a la Corporación Universidad de Concepción, siendo una de las principales la Lotería de Concepción.

## Campus
La Universidad de Concepción está dividida en tres campus, dos pertenecientes a ciudades de la Región del Biobío: Concepción y Los Ángeles, y una ubicada en la Región de Ñuble: Chillán. El campus principal es la de Concepción y, junto con la de Chillán, fueron creadas desde sus inicios con el rango de campus. El campus de  Los Ángeles, en cambio, pasó de ser unidad académica a campus el 23 de noviembre de 2009.[cita requerida]

### Campus Concepción

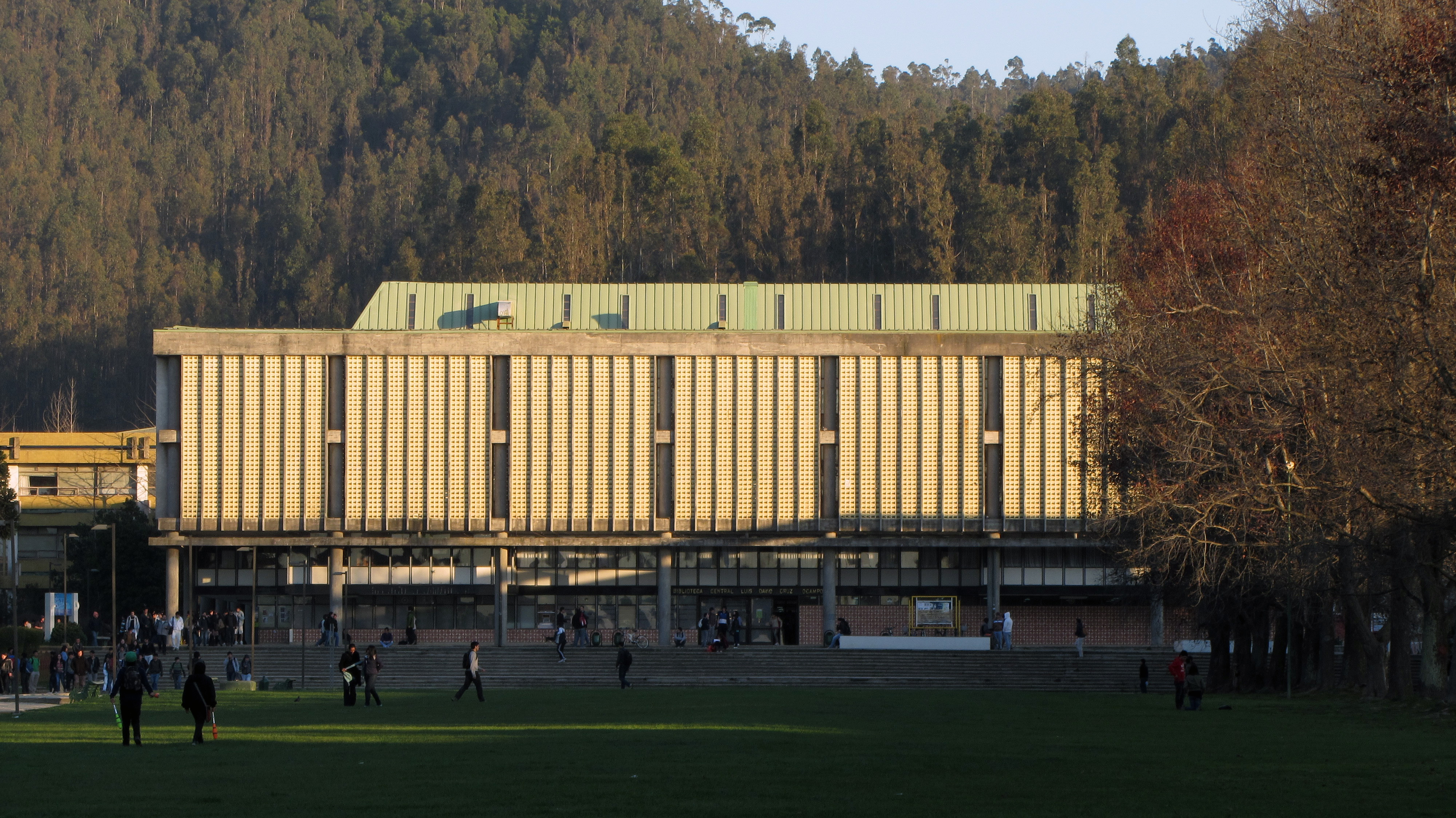
Frontis de la Biblioteca Central Luis David Cruz Ocampo.

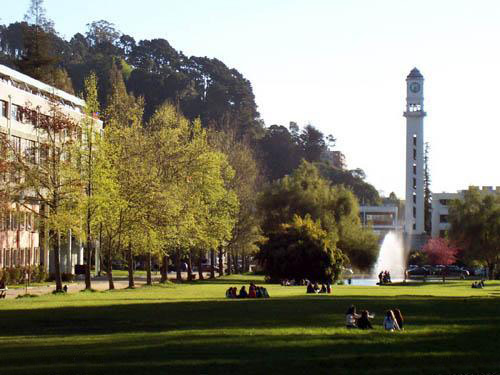
Vista del campus en Concepción. Al fondo se aprecia el Campanil.

La Universidad está ubicada en el Barrio Universitario de la ciudad. Todo el Campus Concepción de la UdeC se denomina Ciudad Universitaria, sector tradicional penquista. Concentra museos, esculturas, bibliotecas y plazas, etc.
El Campus Concepción inició sus actividades académicas en 1919. Hoy en día el campus es considerado un icono de la ciudad de Concepción, y es también un lugar de paseo para sus habitantes. Cuenta con una extensión de 1 425 900 m², de los cuales 239 856 están construidos.
En 2010, la secretaría ejecutiva Bicentenario Chile distinguió el campus como una de las infraestructura más destacadas de la primera mitad del siglo XX. Se trata de una distinción que reconoce y pone en valor aquellas construcciones que, por sus características e impacto, son identificadas como hitos urbanos.
El campus destaca por su arquitectura, las amplias áreas verdes, su actividad cultural, espectáculos al aire libre, presentaciones literarias, pictóricas, obras de teatro, mesas redondas, seminarios y congresos, muchas veces gratuitas al público general.
El Campus Concepción cuenta con una serie de edificios considerados Monumentos Históricos de Chile, los cuales forman parte de la identidad de la ciudad de Concepción. Dos iconos de la Universidad son el Arco Universidad de Concepción y el Campanil, si bien también existen otros edificios patrimoniales tales como la Casa del Deporte.
El Arco Universidad de Concepción, antiguamente llamado Arco de Medicina, es una edificación construida como entrada principal a la Ciudad Universitaria de Concepción, principal campus de la Universidad de Concepción. El antiguo nombre de la construcción se debe a que allí se ubicaba antiguamente la Facultad de Medicina de la Universidad. Actualmente, sin embargo, ésta es utilizada por la Facultad de Ciencias Biológicas, donde se imparte la carrera de Bioingeniería, junto con programas de magíster y doctorado. La Facultad de Medicina, por su parte, ahora se sitúa al frente del Arco Universidad de Concepción, cruzando la calle Chacabuco. En su interior se encuentran aulas de clase, auditorios, laboratorios, una biblioteca de ciencias biológicas y algunos departamentos de dicha facultad.
Fuertemente motivado por la apariencia física de las universidades norteamericanas, (en especial de la Universidad de California, Berkeley), en marzo de 1941, don Enrique Molina presentó la propuesta de construcción del Campanil de la Universidad de Concepción al Directorio de la Corporación, siendo aprobada por la unanimidad de sus miembros. A partir de dicha aprobación, el Directorio solicitó al arquitecto Enrique San Martín que presentara proyectos de Campanil suyos o de otros arquitectos, a raíz de lo cual San Martín adjuntó al diseño que previamente había presentado el arquitecto Julio Ríos Boetigger, otros dos proyectos suyos y uno del arquitecto santiaguino Alberto Cormaches.
La construcción de esta gran obra arquitectónica se encargó al Constructor Civil, Juan Villa Luco. Se hizo de concreto armado, con 42 metros y 50 centímetros de altura, con escaleras en su interior y un balcón en la parte superior.
Terminado en 1943, con un presupuesto de $994 630 de la época, fue inaugurado en los primeros meses de 1944. Al comienzo se permitía a los visitantes subir hasta el balcón del Campanil, práctica que se abandonó más tarde como una manera de preservar en mejor forma la estructura del Campanil.
La Casa del Arte es pinacoteca con una de las colecciones de pintura chilena más completo del país, junto con su mural, Presencia de América Latina, (creado por el artista mexicano Jorge González Camarena) monumento histórico de Chile.
En el campus además actúan ocasionalmente la Orquesta Sinfónica de la Universidad de Concepción y el coro de la universidad.
Desde agosto de 2016, todo el sector del campus entre el Arco de Medicina y la Biblioteca Central fue declarado Monumento Nacional.

### Campus Chillán
Este campus, con una extensión de 96 hectáreas, se encuentra ubicado en la ciudad de Chillán, Región de Ñuble, a 2 kilómetros de la plaza de armas de la ciudad.
En la actualidad, el Campus Chillán cuenta con tres facultades, una escuela, una carrera perteneciente a su respectivas facultad en el Campus Concepción (derecho) y una carrera independiente (enfermería), con una población aproximada de 2200 estudiantes de pregado y 85 de posgrado, 182 académicos y 326 administrativos al año 2020.
El Campus Chillán tiene convenios con importantes universidades e institutos de investigación de España, Estados Unidos, Alemania, México, Francia, Argentina, Brasil, Italia, Canadá y China.

### Campus Los Ángeles
El Campus Los Ángeles nació en 1962, y al año siguiente se abrió la carrera de Topografía. En 1966 se inicia la Carrera de Técnicos Forestales; se construye su actual Sede a cargo del Arquitecto, Sr. Ronald Ramm, y se crea el comité de apoyo a la gestión directiva local. En 1967 se inicia la carrera de Contadores Auditores. El Curso Normal pasa a Educación General Básica y se crean varias menciones. En 1971 se amplía a Educación Media en las áreas de Matemáticas y Biología. En 2005 se crea la Carrera de Ingeniería Geomática. En 2010 se creó las carreras de Ingeniería Comercial e Ingeniería en Prevención de Riesgos y en 2013 la de Enfermería.
En la actualidad, la comunidad estudiantil se compone de 1700 estudiantes y el equivalente a 58 docentes con jornadas completas.

## Administración

### Rectoría

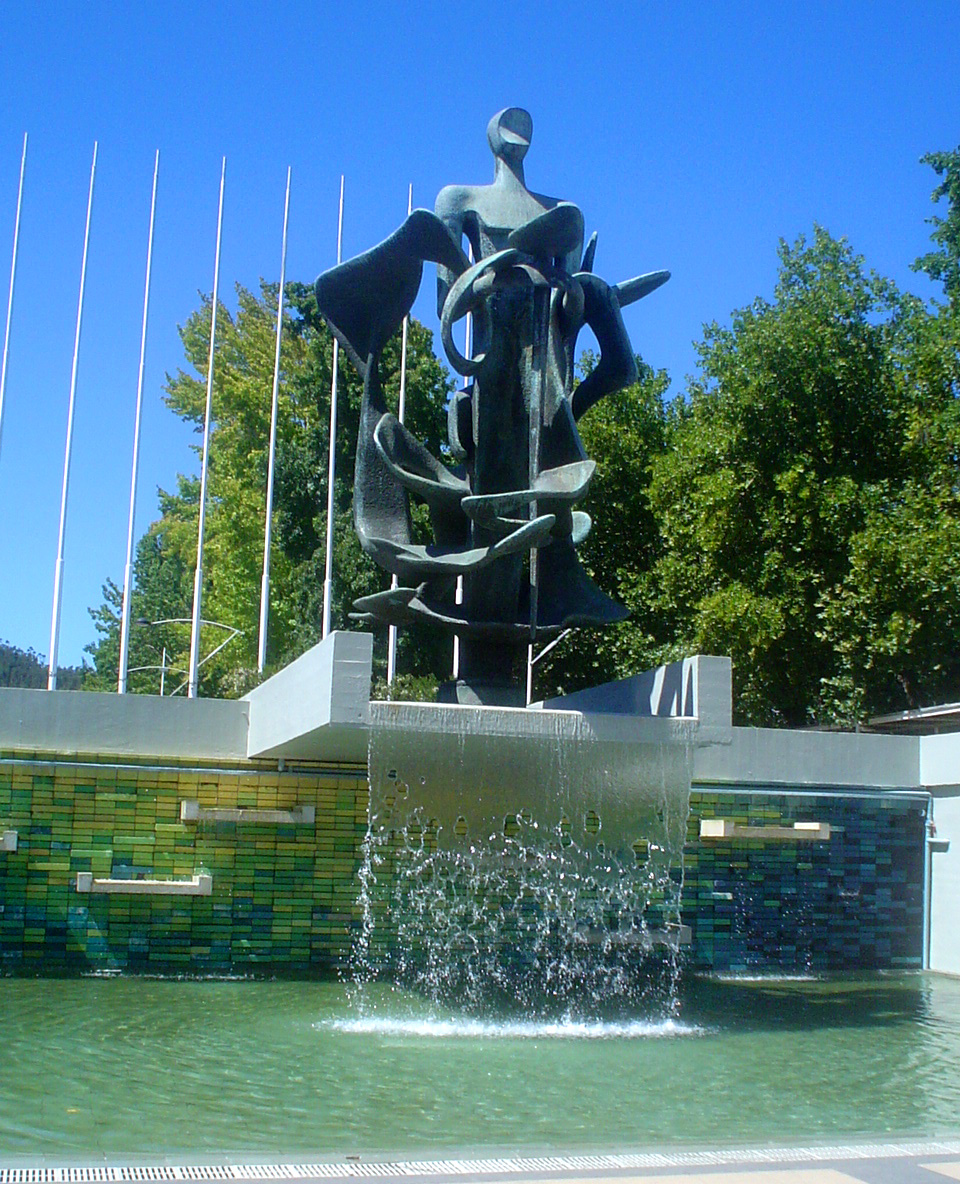
Escultura Homenaje al espíritu de los fundadores de la Universidad de Concepción, en el foro del campus.

Actualmente, la universidad es dirigida por las siguientes autoridades:
- Rector: Carlos Saavedra Rubilar
- Vicerrector: Paulina Rincón González,
- Vicerrector de Asuntos Económicos y Administrativos: Miguel Ángel Quiroga Suazo,
- Vicerrector de Investigación y Desarrollo: María Andrea Rodríguez Tastets,
- Vicerrector de Relaciones Institucionales y Vinculación con el Medio: Ximena Gauché Marchetti,
- Secretario General: Marcelo Troncoso Romero.
- Director Campus Chillán: Pedro Rojas García
- Directora Campus Los Ángeles: Helen Díaz Páez

La Universidad pertenece actualmente al Consejo de Rectores de las Universidades Chilenas.

### Facultades
El campus Concepción es el más diverso de la universidad, ya que cuenta con 18 facultades, las que se indican a continuación:
| - Facultad de Arquitectura, Urbanismo y Geografía - Facultad de Ciencias Ambientales - Facultad de Ciencias Biológicas - Facultad de Ciencias Económicas y Administrativas - Facultad de Ciencias Físicas y Matemáticas - Facultad de Ciencias Forestales | - Facultad de Ciencias Jurídicas y Sociales - Facultad de Ciencias Naturales y Oceanográficas - Facultad de Ciencias Químicas - Facultad de Ciencias Sociales - Facultad de Ciencias Veterinarias - Facultad de Educación | - Facultad de Enfermería - Facultad de Farmacia - Facultad de Humanidades y Arte - Facultad de Ingeniería - Facultad de Medicina - Facultad de Odontología |

El campus Chillán cuenta con cinco facultades, una escuela y un departamento independiente, que se indican a continuación:
- Facultad de Agronomía
- Facultad de Ciencias Jurídicas y Sociales
- Facultad de Ciencias Veterinarias
- Facultad de Ingeniería Agrícola
- Escuela de Administración y Negocios
- Departamento de Enfermería

El campus Los Ángeles cuenta con las escuelas de Educación y de Ciencias y Tecnología, las que administran las carreras impartidas.

### Federaciones de Estudiantes
Cada campus cuenta con su respectiva federación de estudiantes, la que es elegida de manera democrática por los distintos estamentos estudiantiles: